# Greg Street (Spieleentwickler)

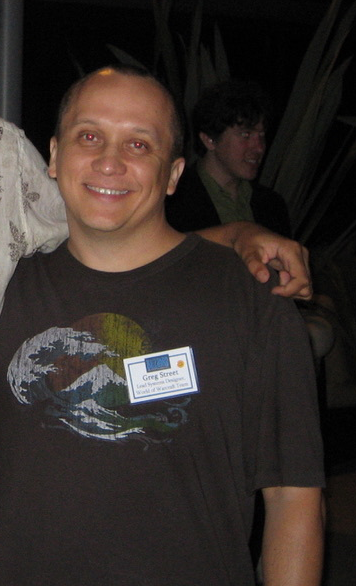
Street (2017)

Greg Street, auch bekannt unter seinem Pseudonym Ghostcrawler, ist ein US-amerikanischer Computerspiele-Designer, der für Blizzard Entertainment als Lead Systems Designer an dem preisgekrönten MMORPG World of Warcraft arbeitete. Street war Marinebiologe, bevor er in die Computerspielebranche wechselte. Mit den Ensemble Studios arbeitete er an der  Echtzeit-Strategiespielserie Age of Empires, wo er als Deathshrimp bekannt war.

## Leben
Street graduierte 1991 am McDaniel College als Bachelor of Arts mit einem Grad in Biologie und Philosophie, wo er später den Titel PhD in Marinewissenschaft erlangte. Zwischen 1996 und 1998 arbeitete Street als Forschungsassistenz-Professor an der University of South Carolina. Doch nach einigen Jahren verschwand Streets Interesse an seiner bisherigen Tätigkeit. Er beklagte, dass je höher er in der Hierarchie aufstieg, er immer mehr Zeit dafür aufwenden musste, Anträge für Forschungsgelder zu schreiben, Papiere auszufüllen und politische Spielchen innerhalb des Instituts zu spielen. Street hatte das Gefühl, im immergleichen Arbeitskreislauf gefangen zu sein.
Street heuerte daher 1998 bei Ensemble Studios, dem Team hinter der Echtzeit-Strategiespielserie Age of Empires, an, die ihn trotz fehlender Erfahrung im Spielesektor engagierten. Seiner Bewerbung hatte er ein mit Hilfe des mitgelieferten Editors selbsterstelltes Szenario für Age of Empires beigelegt, das später mit dem Add-on Age of Empires: The Rise of Rome veröffentlicht wurde. Street arbeitete für Ensemble ab Rise of Rome an allen weiteren Serienablegern, zuerst als Szenario- und Map-Designer, später dann als Lead Designer. Nach der Veröffentlichung von Age of Empires III: The Asian Dynasties verließ Street Ensemble.
Im Februar 2008 wurde Street von Blizzard Entertainment als Lead System Designer des MMORPGs World of Warcraft angeworben. Seine Tätigkeit für Blizzard hat dabei ähnliche Schwerpunkte wie während seiner Tätigkeit für Ensemble: „Spieledesigner sind keine Artists oder Programmierer [Anm.: gemeint sind die drei Hauptberufsgruppen der Spieleentwicklung], sondern wir nutzen die Tools, die von Programmierern entwickelt wurden, und die von den Artists kreierten Materialien, um Inhalte ins Spiel zu bringen. Programmierer bringen das Spiel zum Laufen, die Artists machen es schön, aber es ist die Aufgabe des Designers, daraus ein unterhaltsames Produkt zu machen.“ Größere Bekanntheit erlangte Street während des öffentlichen Betatests für das Add-on World of Warcraft: Wrath of the Lich King, als er Teile der Kommunikation mit den Beta-Testern in den öffentlichen World-of-Warcraft-Foren übernahm.
Im November 2013 verließ Street Blizzard nach 5-jähriger Tätigkeit als Lead System Designer.
Bis Ende des Jahres 2019 arbeitete er am Spiel League of Legends mit.
Seit Beginn des Jahres 2020 ist er der Vice President of Intellectual Property and Entertainment bei Riot Games.

## Spiele
- 1998: Age of Empires: The Rise of Rome (Add-on)
- 1998: StarCraft[6]
- 1999: Age of Empires II
- 2000: Age of Empires II: The Conquerors (Add-on)
- 2002: Age of Mythology
- 2003: Age of Mythology: The Titans (Add-on)
- 2005: Age of Empires III
- 2006: Age of Empires III: The WarChiefs (Add-on)
- 2007: Age of Empires III: The Asian Dynasties (Add-on)
- 2008: World of Warcraft: Wrath of the Lich King (Add-on)
- 2009: Halo Wars
- 2010: World of Warcraft: Cataclysm (Add-on)
- 2010: StarCraft II
- 2012: World of Warcraft: Mists of Pandaria (Add-on)
- 2013: StarCraft II: Heart of the Swarm
- 2014: League of Legends (Lead-Designer)